# 1144 en santé et médecine
| Années de la santé et de la médecine : 1141 - 1142 - 1143 - 1144 - 1145 - 1146 - 1147    |
| Décennies de la santé et de la médecine : 1110 - 1120 - 1130 - 1140 - 1150 - 1160 - 1170 |

## Fondations
- « Henri de Fontenay, atteint de la lèpre, fait don à l'ordre de Saint-Lazare de tout ce qu'il possède en sa terre et seigneurie », acte qui peut être tenu pour fondateur de la maladrerie du lieu, qui disparaîtra au XVIIIe siècle[1].
- À St Andrews, en Écosse, un hôpital ayant appartenu aux Céli Dé est érigé par l'évêque Robert de Scone en un prieuré qui sera placé plus tard sous le patronage de saint Léonard et qui, « peu fréquenté en raison du déclin des pèlerinages, servira de résidence pour les femmes âgées[2] ».
- Avant 1144 : fondation à Saint-Satur, près Sancerre, dans le comté de Champagne, d'un hospice desservi par des chanoines réguliers[3].

## Publications
- Jean de Séville traduit le Liber introductorius (v. 948-949) d'Alcabitius, « introduction à la science de l'horoscope des naissances, [qui sera] plusieurs fois commenté[4] » et qui contient « des préceptes concernant la saignée selon la position de la lune[5] ».
- En Chine, le Shanghan Lun (« Traité du froid nocif »), de Zhang Zhongjing (alias Zhang Ji (142/169- 210/220), est remanié en dix chapitres et annoté par Cheng Wuji et publié sous le titre de Zhujie shanghanlun[6].

## Personnalité
- Fl. Pierre, médecin, à qui le chapitre de Nice concède une terre à Cimiez[7].

## Divers
- Premier exemple connu de l'emploi du mot « gafo » (« gaffet » ou « gahet ») en langue d'oc « pour dire « lépreux » de façon univoque, à partir peut-être du sens primitif de griffe ou de crochet [et] appliqué aux ladres à cause de leurs mains estropiées ou recroquevillées[8] ».